# Lucia Ripamonti
Irmana Lucia de la Imaculada Ripamonti (właściwie: Maria Ripamonti) (ur. 26 maja 1909 w Acquate w Lombardii, zm. 4 lipca 1954 w Brescii) – włoska błogosławiona Kościoła katolickiego.

## Życiorys
Urodziła się jako ostatnie z czwórki dzieci Ferdinardo Rimaponti. Do pierwszej komunii świętej przystąpiła w 1916 roku, sakrament bierzmowania przyjęła natomiast dwa lata później. W dzieciństwie i wieku młodzieńczym była bardzo pobożna, codziennie uczestniczyła we mszy świętej. W 1932 roku, w wieku 23 lat, pojechała z rodzinnej miejscowości do Brescii, gdzie wstąpiła do zakonu Służebnic Miłosierdzia (wł.: Ancelle della Carità). W 1938 roku złożyła śluby zakonne przyjmując imię Irmana Lucia de la Imaculada. Wkrótce zachorowała na poważną chorobę, którą przyjęła jako ofiarę zadośćuczynienia za grzech dusz w czyśćcu cierpiących. Siostra Ripamonti była gorliwą czcicielką Matki Bożej z Lourdes. Zmarła 4 lipca 1954 roku w szpitalu Ronchettino i została pochowana w kaplicy domu zakonnego w Brescii.

## Proces beatyfikacyjny
Proces diecezjalny siostry Ripamonti rozpoczął się w 1992 roku, a zakończył w 1995 roku. 27 lutego 2017 roku papież Franciszek podpisał dekret o heroiczności jej cnót i odtąd przysługuje jej tytuł Służebnicy Bożej. 13 maja 2019 tenże sam papież potwierdził cud za jej wstawiennictwem, jakim było ocalenie pewnej kobiety z wypadku samochodowego. Jej beatyfikację zaplanowano na 9 maja 2020 w Brescii, ale zawieszono z powodu pandemii COVID-19. Oficjalnie do uroczystej beatyfikacji doszło 23 października 2021.